# Tepusteca
Tepusteca är en ort i Honduras.   Den ligger i departementet Departamento de Yoro, i den centrala delen av landet, 180 km nordost om huvudstaden Tegucigalpa. Tepusteca ligger 456 meter över havet och antalet invånare är 1 638.
Terrängen runt Tepusteca är bergig. Runt Tepusteca är det mycket glesbefolkat, med 4 invånare per kvadratkilometer. Närmaste större samhälle är Sabá, 9,0 km nordost om Tepusteca. 